# Ксенія Харченко
 Ксенія Харченко  (нар.. 1984, Київ, Українська РСР, СРСР) — українська письменниця, редакторка, перекладачка, копірайтерка, культурна менеджерка.

## Життєпис та творчість
Ксенія Харченко народилася 1984 року в Києві. Після закінчення загальноосвітньої школи вступила на факультет журналістики (згодом — Інститут журналістики) Київського національного університету імені Тараса Шевченка. Почала літературну творчість у 17-річному віці. Паралельно з навчанням також працювала коректором, лінгвістичним та літературним редактором у видавництві «Наукова думка». Після здобуття другого (магістерського) освітнього ступеня в 2007 році одержала диплом з відзнакою. Пізніше, у 2009 році, Ксенія була призначена керівником редакційної групи телеканалів «Інтер» та К1, а також на Міжнародному фестивалі документального кіно про права людини Docudays UA (з 2008 року як редакторка каталогу, програмна координаторка та модераторка), Міжнародному мультидисциплінарному фестивалі сучасного мистецтва ГОГОЛЬFEST, у Польському Інституті в Києві, видавництві Yakaboo Publishing.
Крім рідної української мови, письменниця вільно володіє польською, англійською та російською мовами, також вивчає німецьку. 2005 року отримала літературну премію українського місячника літератури, мистецтва та суспільного життя «Сучасність» за свою першу повість «Історія». Наступного 2006 року повість-візія була видана окремою книжкою у видавництві «Кальварія», а потім перевидана у 2008 році.
Художні та публіцистичні твори Ксенії Харченко входили до збірок та антологій, зокрема, «Сновиди» («Абаба-галамага», 2010), Ludzie, miasta (Ha!art, 2008), а також збірки «Зросла собі квітка» (Грані-T, 2008). Її твори друкувалися польською, німецькою, чеською, фінською мовами. Авторка також публікувалася в багатьох журналах та антологіях («Сучасність», «Потяг 76», «Кур'єр Кривбасу», а також Lichtungen, Korespondencja z ojcem, Radar, PLAV тощо), брала участь у багатьох літературних заходах (зокрема, Noc poezji Lwów 2005, II Львівський міжнародний літературний фестиваль у 2007 році). Вже багато років працює над другою своєю книгою «Захарія». У вересні 2013 року авторка представили фрагменти свого нового тексту на літературному майданчику ГогольFestу в рамках літературно-мистецького проекту «Генезис». Очікувалось завершення роботи на початку 2014 року. Ксенія Харченко — авторка серії публікацій «Щоденники про війну», де описує страждання українців внаслідок повномасштабного російського вторгнення в Україну в 2022 році.
Ксенія Харченко була стипендіаткою міжнародних програм.

## Критика
Ксенію Харченко після виходу дебютної книжки «Історія» називають[хто?] «Маркесом у спідниці».
«Якщо кортить дізнатися, чого людині справді бракує на цьому світі, то варто прочитати текст Ксені Харченко, написаний у середньовічному стилі visio. Кожен побачить там щось своє — вимріяно-вистраждано недосяжне» — оцінили її дебют у 2006 році критики.

## Літературні праці
- Харченко, Ксеня. Історія. Київ: Кальварія, 2006. 96 с. (Категорія: «Сучасна українська проза»). ISBN 9666632187.

## Нагороди та визнання
- 2005 — літературна премія українського місячника літератури, мистецтва та суспільного життя «Сучасність»[3].